# Région métropolitaine de Campinas
La région métropolitaine de Campinas (Região Metropolitana de Campinas en portugais) fut créé en 2000 par la loi n°870 de l'État de São Paulo, au Brésil. Elle regroupe 19 municípios formant une conurbation autour de Campinas.
La région métropolitaine s'étend sur 3 646 km2 pour une population totale de 3 297 080 habitants en 2006.

## Liste des municipalités
| Région métropolitaine  | Région métropolitaine | Région métropolitaine |
| Ville                  | Population (hab.)     | Superficie (km2)      |
| ---------------------- | --------------------- | --------------------- |
| Campinas               | 1 236 420             | 887                   |
| Sumaré                 | 248 500               | 153                   |
| Americana              | 203 845               | 134                   |
| Hortolândia            | 201 795               | 62                    |
| Santa Bárbara d'Oeste  | 188 417               | 271                   |
| Indaiatuba             | 181 124               | 311                   |
| Itatiba                | 95 648                | 323                   |
| Valinhos               | 94 124                | 148                   |
| Paulinia               | 62 132                | 139                   |
| Vinhedo                | 57 269                | 82                    |
| Cosmópolis             | 50 525                | 155                   |
| Nova Odessa            | 47 990                | 73                    |
| Monte Mor              | 46 047                | 241                   |
| Artur Nogueira         | 43 344                | 178                   |
| Pedreira               | 40 575                | 110                   |
| Jaguariúna             | 34 779                | 142                   |
| Santo Antônio de Posse | 20 989                | 154                   |
| Engenheiro Coelho      | 12 644                | 110                   |
| Holambra               | 8 532                 | 64                    |
| Total                  | 3 297 080             | 3 346                 |